# Erigone miniata
Erigone miniata là một loài nhện trong họ Linyphiidae.
Loài này thuộc chi Erigone. Erigone miniata được Léon Baert miêu tả năm 1990.